# Meligethes maurus
Meligethes maurus är en skalbaggsart som beskrevs av Sturm 1845. Meligethes maurus ingår i släktet Meligethes, och familjen glansbaggar. Arten förekommer tillfälligt i Sverige, men reproducerar sig inte.